# 1919
1919. је била проста година.

## Догађаји

### Јануар
- 3. јануар — На Париској мировној конференцији, емир Фејсал I је потписао споразум са ционистичким вођом Хаимом Вајцманом о образовању јеврејске државе у Палестини и арапске државе у већем делу Блиског истока.
- 5. јануар — У Берлину почео устанак предвођен комунистичком организацијом Спартакистичка лига са Розом Луксембург и Карлом Либкнехтом на челу.
- 15. јануар — Фрајкори су убили вође немачког радничког покрета Роза Луксембург и Карл Либкнехт у Берлину после неуспелог устанка.
- 15. јануар — Велики резервоар меласе у Бостону је пукао, ослободивши талас меласе који је усмртио 21 особу и повредио око 150 особа
- 17. јануар — САД су платиле Данској 25 милиона долара за Девичанска острва.
- 18. јануар — Француски премијер Жорж Клемансо отворио је Версајску мировну конференцију након окончања Првог светског рата.
- 19. јануар — Краљевство Срба, Хрвата и Словенаца у Србији и Црној Гори заменила Јулијански календар Грегоријанским, који је у другим деловима новостворене државе већ био у употреби.

### Фебруар
- 11. фебруар — Фридрих Еберт је изабран за првог председника Немачке, која је после Првог светског рата постала република.

### Март
- 2. март — У Москви одржан оснивачки конгрес Комунистичке интернационале (Коминтерна), којем су присуствовала 52 делегата из 30 земаља.
- 9. март — Побуна у Астрахану. Снаге беле гарде којима су се придружили незадовољни сељаци потиснули су Комитете сиромашних, и протерали бољшевичке активистима. Совјетске снаге на челу са Кировом крваво су угушили побуну у селима и заједно са Комитетима сиромашних обновили совјетску власт.
- 18. март — Основан Фудбалски клуб Валенсија.
- 21. март — Под вођством комунисте Беле Куна у Мађарској оборена Влада и проглашена Мађарска Совјетска Република.
- 17. фебруар — На великом Оснивачком конгресу у Сарајеву, више странака демократске оријентације ујединиле су се у јединствену Демократску странку.
- 22. март — Летом између Париза и Брисела једном у седмици, успостављена је прва авионска међународна линија у свету.
- 23. март — Бенито Мусолини напушта Социјалистичку партију и оснива фашистичку странку Борбени одреди.

### Април
- 10. април — Владине снаге убиле су из заседе револуционарног мексичког вођу Емилијана Запату.
- 13. април — Британске трупе су у Амрицару масакрирале око 380 Индуса присталица вође покрета за независност Индије Махатме Гандија.
- 28. април — На Версајској мировној конференцији у Паризу, 32 државе прихватиле пакт о оснивању Лиге народа.

### Мај
- 6. мај — 8. август — Трећи англо-авганистански рат

### Јун
- 21. јун — По наређењу адмирала Ројтера, посада немачке ратне флоте потопила је већину својих бродова (преко 70) који су, након капитулације Немачке у Првом светском рату, били стационирани у британској поморској бази Скапа Флоу у Шкотској.
- 28. јун — Потписан је Версајски споразум између Немачке и савезника, којим је формално завршен Први светски рат.

### Јул
- 31. јул — Вајмарска скупштина је усвојила Вајмарски устав, којим је укинута царевина и успостављена република.

### Август
- 8. август — Мир у Равалпиндију, Авганистан стиче независност
- 11. август — Усвојен је Устав Вајмарске Републике.

### Септембар
- 10. септембар — Аустрија и Савезници су потписали мир из Сен Жермена, којим је Аустрија признала независност Пољске, Мађарске, Чехословачке и Краљевства Срба, Хрвата и Словенаца.
- 12. септембар — Италијански паравојни одреди под командом песника Габријела Д'Анунција су заузели Ријеку.

### Октобар
- 7. октобар — Основана је холандска авионска компанија KLM, најстарији постојећи авио превозник у свету.
- 28. октобар — Амерички конгрес је усвојио Закон о прохибицији, којим је забрањена продаја пића с више од пола процента алкохола.

### Новембар
- 27. новембар — У Нејију после Првог светског рата Бугарска потписала споразум којим је Добруџа припала Румунији, западна Тракија Грчкој, а градови Димитровград, Босилеград и Струмица са околином Краљевству Срба, Хрвата и Словенаца.

### Датум непознат
- Хронологија радничког покрета и СРПЈ(к) 1919.

## Рођења

### Јануар
- 1. јануар — Џ. Д. Селинџер, амерички романописац. († 2010)
- 19. јануар — Жуан Броса, каталонски песник. († 1998)

### Април
- 8. април — Ијан Смит, родезијски политичар. (†2007)
- 17. април — Божа Илић, српски сликар. (†1993)

### Мај
- 5. мај — Јоргос Пападопулос, грчки пуковник и диктатор (†1999)
- 7. мај — Ева Перон, жена аргентинског председника Хуана Перона. († 1952)

### Јул
- 6. јул — Питер Карингтон, британски политичар. († 2018).
- 24. јул — Фердинанд Киблер, швајцарски бициклиста. († 2016).
- 26. јул — Џејмс Лавлок, енглески хемичар. († 2022).

### Август
- 2. август — Нехемија Персоф — амерички глумац. († 2022).

### Септембар
- 14. октобар — Драгослав Аврамовић, српски економиста, гувернер Народне банке Југославије. († 2001)

- 15. септембар — Фаусто Копи, италијански бициклиста. († 1960).

## Смрти

### Јануар
- 6. јануар — Теодор Рузвелт, 26. председник САД. (* 1858)
  - Жак Ваше, француски дадаиста. (* 1895)
- 19. јануар — Ендре Ади, мађарски песник

### Април
- 10. април — Емилијано Запата, мексички револуционар
- 17. април — Светозар Ћоровић, српски књижевник (*1875)

### Јул
- 15. јул — Херман Емил Фишер, немачки хемичар и Нобеловац (* 1852)

### Август
- 28. август — Адолф Шмал, аустријски бициклиста. (*1872)

### Децембар
- 1. децембар — Јозеф Роземајер, немачки бициклиста. (*1872)
- 28. децембар — Јоханес Ридберг, шведски физичар. (*1854)

## Нобелове награде
- Физика — Јоханес Штарк
- Хемија — Награда није додељена
- Медицина — Жил Борде
- Књижевност — Карл Шпителер
- Мир — За оснивање Лиге народа, Председник САД Вудро Вилсон (САД)
- Економија — Награда у овој области почела је да се додељује 1969. године